# Dotdash Meredith
Dotdash Meredith是一家美国纽约市的数字媒体，IAC的子公司。2021年10月6日Dotdash和Meredith（时代公司的母公司）宣布合并，同年12月1日交易完成。

## Dotdash.com
Dotdash.com（中文：阿邦網、前稱：The Mining Company、MiningCo.com, Inc.、About, Inc.、About.com），美國的門戶網站，建立於1997年4月21日，擁有Very Well、The Balance、Lifewire、The Spruce、Trip Savvy、ThoughtCo、Signal Labs、Investopedia。
Dotdash.com為網民提供各種各樣的生活瑣碎問題的解答，包括時尚、美食、家居、健康、興趣、寵物、數碼、旅遊、教育、運動、玩具、汽車、遊戲、財經等方面最新的資訊信息，透過由特選的內容專家提供有償的「指南」，從而形成一個又一個專題的網上社群。為方便管理這些社群頁面，這些頁面又會再組合成為一個一個的「頻道」。在這些網上社群中，用戶得以分享他們的經驗，而這些經驗亦成為了每個網上社群頁面的內容。而另一方面，作為網絡社群領導者的專題專家，亦會從網上搜集其他文章、互動小測驗等，以豐富網上社群網頁的內容。